# Centrifugális erő
A centrifugális erő egy forgó rendszerben fellépő, sugárirányban kifelé irányuló (fiktív) tehetetlenségi erő, melynek nagysága:  
{\displaystyle F=m\omega ^{2}r}
ahol m a test tömege,
{\displaystyle \omega } a forgó rendszer szögsebessége,
r a test (illetve a tömegközéppontjának) távolsága a forgástengelytől.
Vektori alakban:
{\displaystyle {\boldsymbol {F}}={m\omega ^{2}}{\boldsymbol {r}}}
ahol {\displaystyle {\boldsymbol {r}}} a tömegközéppont forgástengelytől számított helyvektora.
Vektoriális szorzással:
{\displaystyle {\vec {F}}=-m{\vec {\omega }}\times ({\vec {\omega }}\times {\vec {r}})}
ahol {\displaystyle {\vec {\omega }}}  a szögsebességvektor. aminek nagysága az előbb értelmezett szögsebesség, iránya pedig a forgástengelybe esik.
Az ily módon értelmezett erő tehetetlenségi erő, mely csak a forgó rendszerben elhelyezkedő megfigyelőre hat. A tehetetlenségi erőket az angolszász szakirodalomban fiktív erőknek nevezik, hiszen nem valamilyen más test hatásának tulajdoníthatók, hanem pusztán egy gyorsuló rendszerben a test tehetetlenségéből erednek.
Egy forgó rendszerben mozgó testre a centrifugális erőn kívül egy másik tehetetlenségi erő, az úgynevezett Coriolis-erő is hat, melynek iránya merőleges a test rendszerhez viszonyított pillanatnyi sebességére.
Amennyiben a szögsebesség nem állandó, a testre a szöggyorsulásból adódóan érintő irányú tehetetlenségi erő, az Euler-erő is hat:
{\displaystyle {\boldsymbol {F}}_{euler}=-m{\frac {d{\boldsymbol {\omega }}}{dt}}\times \mathbf {r} }

## Adott szélességi körön
A centrifugális gyorsulás a {\displaystyle \psi } földrajzi szélességű helyen: {\displaystyle a_{cf}=\omega ^{2}R\cos \psi \approx 0,034\cos \psi }. Magyarországon ez az érték körülbelül 0,023 m/s2.
Ennek megfelelően a centrifugális erő: {\displaystyle F_{cf}=ma_{cf}}

## Centripetális versus centrifugális erő
Minden görbe vonalú mozgás, így a körpályán való mozgás is tárgyalható inerciarendszerből, illetve a testtel együtt mozgó, úgynevezett forgó rendszerből nézve. A két leírás teljesen egyenértékű, de sokszor nehéz szétválasztani a hétköznapi életben keveredő fogalmakat.
Például egy kanyarodó járműben lévő (kapaszkodó) ember mozgása egy inerciarendszerből nézve – más testek együttes hatásai révén megvalósuló – körmozgás, az erők összessége egy a körmozgást biztosító centripetális erő, aminek a nagysága:
{\displaystyle F=m\omega ^{2}r={\frac {mv^{2}}{r}}}
ahol r a körpálya sugara, {\displaystyle \omega } a körpályán való mozgáshoz tartozó szögsebesség, v a test (illetve a tömegközéppont) körpályán való mozgásának a sebessége, azaz a kerületi sebesség.
A forgó vonatkoztatási rendszerhez (a buszhoz) képest azonban az ember nyugalomban van. Azaz az előbbi – más testek által biztosított – erőhatások és a forgó rendszerben fellépő centrifugális erő kiegyenlítik egymást.
Matematikailag természetesen egy adott esetben a centripetális és a centrifugális erő egyforma nagyságú. Mégsem azonosak, nem „használhatjuk” egy probléma megoldásánál mindkettőt egyszerre.

## Példák

### Forgó víz
Egy henger alakú forgó edényben levő víz az edény falához közelebb felemelkedik, középen lesüllyed, és felszíne görbült formát vesz fel. A jelenséget az edényhez rögzített forgó vonatkoztatási rendszerben nézve a víz nyugalomban van. Azaz az összes rá ható erő, a gravitációs erő, a hidrosztatikai erők és a centrifugális erő kiegyenlíti egymás hatását. Ebből következik, hogy a gravitációs és a centrifugális erő vektori összege a folyadék felszínére merőleges. Ez alapján egyszerűen kiszámítható a folyadék felszínének alakja, ami egy forgási paraboloid.

### Centrifugálás
Ha egy mosógép forgó dobja 50 centiméter átmérőjű, és percenként 1200-at fordul, a dobban forgó vizes ruhadarab centrifugális gyorsulása a fentiek alapján a következőképpen számolható ki:
{\displaystyle \omega ={\frac {1200\cdot 2\,\pi \,\mathrm {rad} }{60\,\mathrm {s} }}\approx 126\,{\frac {\mathrm {rad} }{\mathrm {s} }},\qquad r=0{,}25\,\mathrm {m} ,\qquad a_{Z}=\left({126\,{\frac {\mathrm {rad} }{\mathrm {s} }}}\right)^{2}\cdot {0,25}\mathrm {m} \approx {3969}\,{\frac {\mathrm {m} }{\mathrm {s} ^{2}}}}
ahol rad a radián, és ω a szögsebesség jele.
Az eredmény a nehézségi gyorsulás 400-szorosának felel meg.
A centrifugát még más célokra is felhasználják a vér elemeinek szétválasztásától az űrhajósok kiképzéséig.

### Hullámvasút
A centrifugális erőnek nagy szerep jut a hullámvasutak építésében, ahol is ki kell küszöbölni azokat az erőket, amik kellemetlenek az emberi test számára, de azok, amik a gravitációs erőt kiegyenlítik, kívánatosak. Például a kör alakú hurokban, ha a tetején a súlytalanság állapotát akarják előidézni, akkor a belépésnél 5 g nehézségi gyorsulást kell elviselni, ami igen kellemetlen. Ezért inkább olyanra tervezik a hurkot, hogy a görbületi sugár az ívhosszhoz képest fordítottan arányos legyen. A pályát két, szimmetrikus, egymással szembe néző klotid alkotja. Ez kellemesebb átmenetet biztosít.

### Alma a kanyarodó buszon
Ha egy kanyarodó buszon a vezető melletti ülésen jobbra egy alma van, akkor minden balra kanyarodásnál a vezető tőle jobbra látja távolodni az almát, és megfordítva, minden jobbkanyarnál az alma balra közeledik hozzá. Mivel az alma a kocsihoz képest mozog, a rá ható centrifugális erőn kívül a Coriolis-erő is fellép, mint további tehetetlenségi erő.

### Űrhajós
Egy űrhajós és az űrhajója ugyanazon a pályán kering a Föld körül. Inerciarendszerből nézve körpályán mozognak, centripetális erőként a gravitációs erő szolgál. 
Az űrhajóban, mint forgó vonatkoztatási rendszerben azonban ezenkívül fellép még a centrifugális erő is, a két erő hatása kiegyenlíti egymást, és az űrhajós súlytalanná válik.

## Centrifugális gyorsulás kiszámítása hely-idő függvény alapján
Tegyük fel, hogy a gyorsuló rendszer mozgása r(t) hely-idő függvénnyel van megadva, ebben az esetben a rendszerben lévő testre ható centrifugális gyorsulást a következő lépésekben számíthatjuk ki:
rendszer sebessége: {\displaystyle \mathbf {v} ={\dot {\mathbf {r} }}}
rendszer gyorsulása: {\displaystyle \mathbf {a} ={\dot {\mathbf {v} }}={\ddot {\mathbf {r} }}}
tehetetlenségi gyorsulás: {\displaystyle \mathbf {a} _{t}=-\mathbf {a} =-{\ddot {\mathbf {r} }}}
ennek menetirányba eső (sebességgel párhuzamos) része: {\displaystyle \mathbf {a} _{m}={\frac {\langle \mathbf {a} _{t},\mathbf {v} \rangle }{|\mathbf {v} |^{2}}}\mathbf {v} }
és a sebességre merőleges (centrifugális) része: {\displaystyle \mathbf {a} _{c}=\mathbf {a} _{t}-\mathbf {a} _{m}}
Ha a centrifugális gyorsulás nem nulla, akkor abból a görbületi sugarat így számíthatjuk ki:
skalárként: {\displaystyle R={\frac {|\mathbf {v} |^{2}}{|\mathbf {a} _{c}|}}}
vektorként: {\displaystyle \mathbf {R} ={\frac {|\mathbf {v} |^{2}}{|\mathbf {a} _{c}|^{2}}}\mathbf {a} _{c}}
Az utóbbiból a forgómozgás (pillantnyi) középpontját is kiszámíthatjuk:
{\displaystyle \mathbf {c} =\mathbf {r} -\mathbf {R} }